# دانيال كارلسون
دانيال كارلسون هو سباح سويدي، ولد في 14 نوفمبر 1976 في Botkyrka Municipality ‏ في السويد.

## وصلات خارجية
- دانيال كارلسون على موقع الاتحاد الدولي للسباحة (الإنجليزية)
- دانيال كارلسون على موقع أوليمبيديا (الإنجليزية)
- دانيال كارلسون على موقع اللجنة الأولمبية السويدية (السويدية)